# Friedhof Leimbach

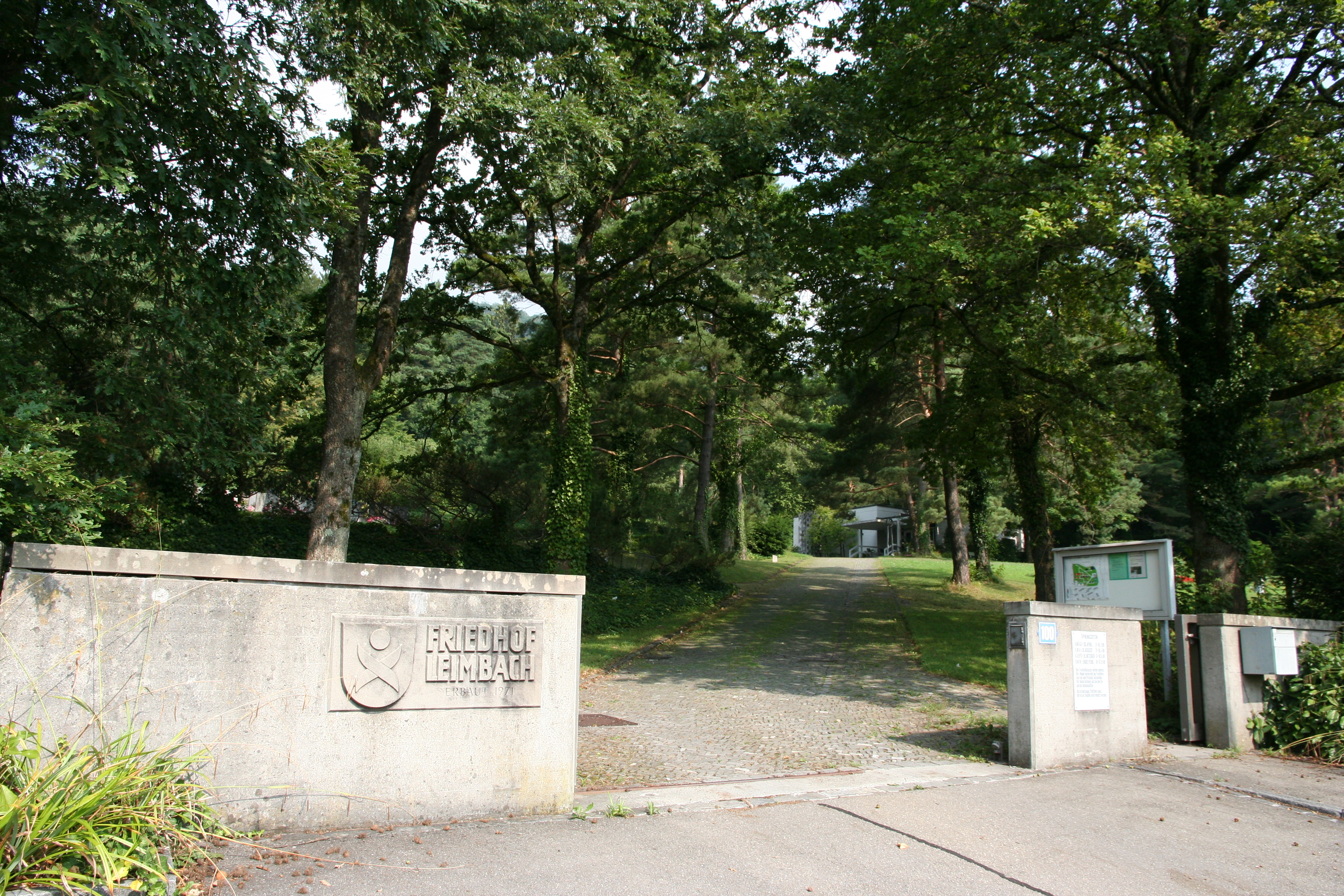
Friedhof Leimbach

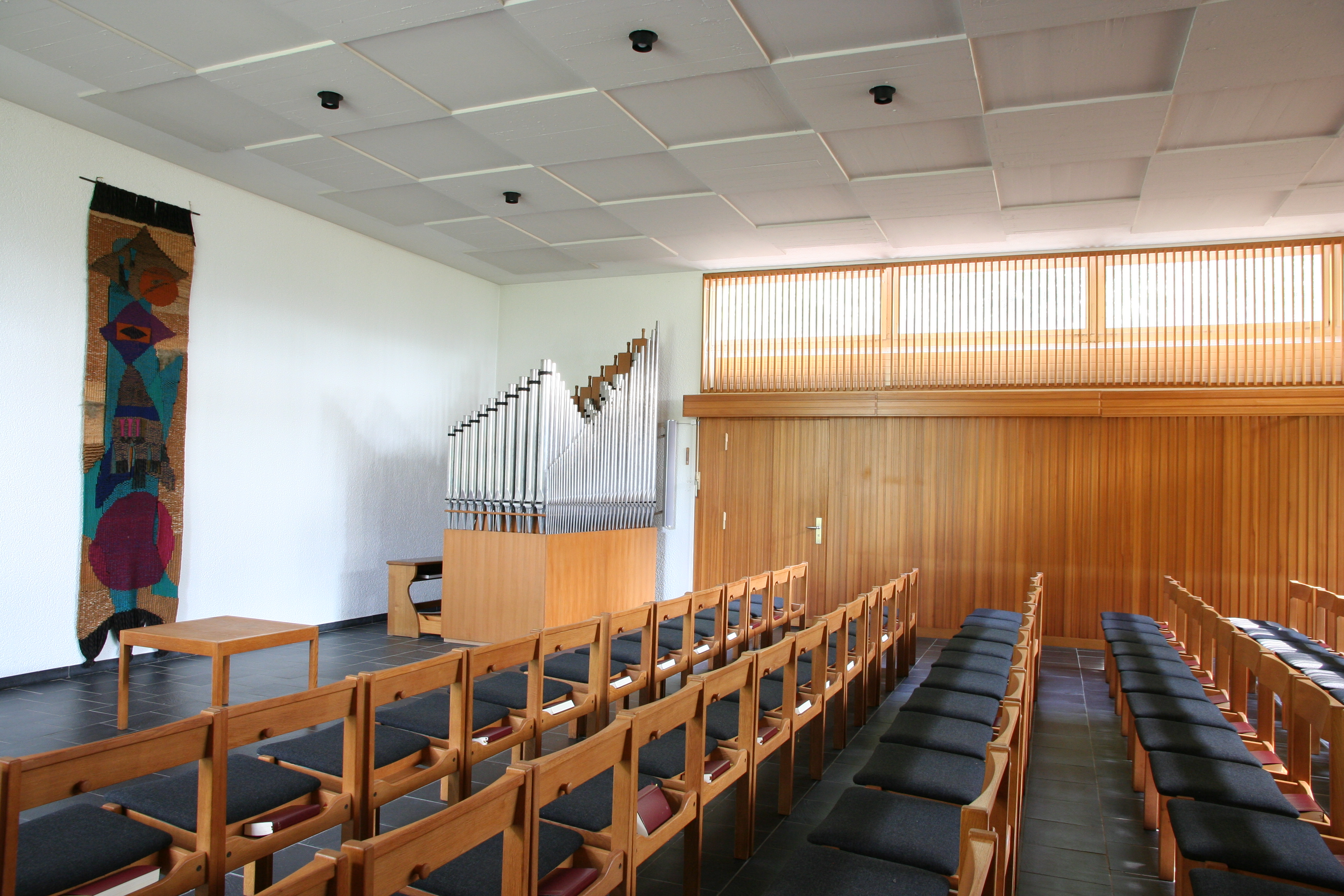
Friedhofskapelle

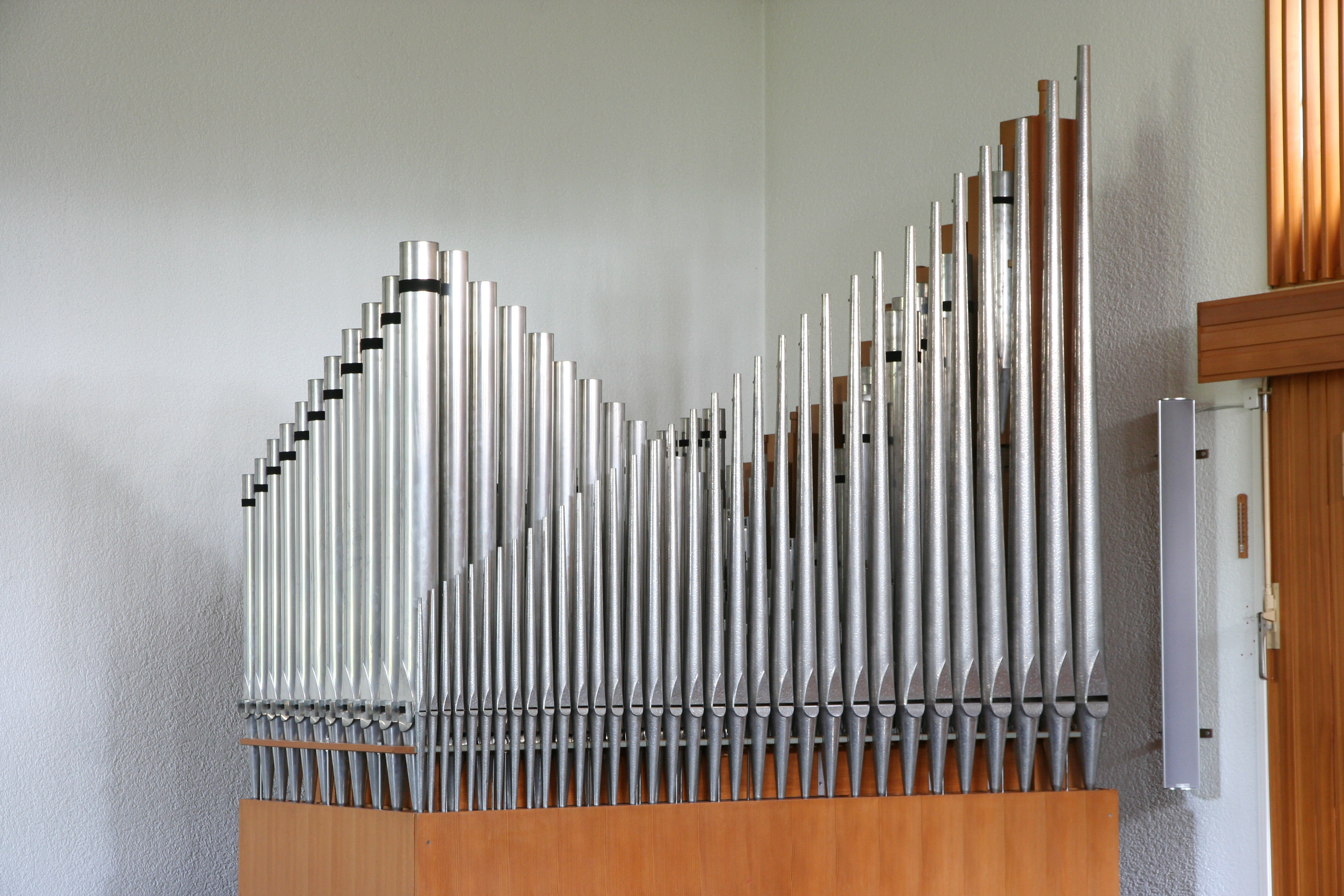
Maag-Orgel in der Kapelle

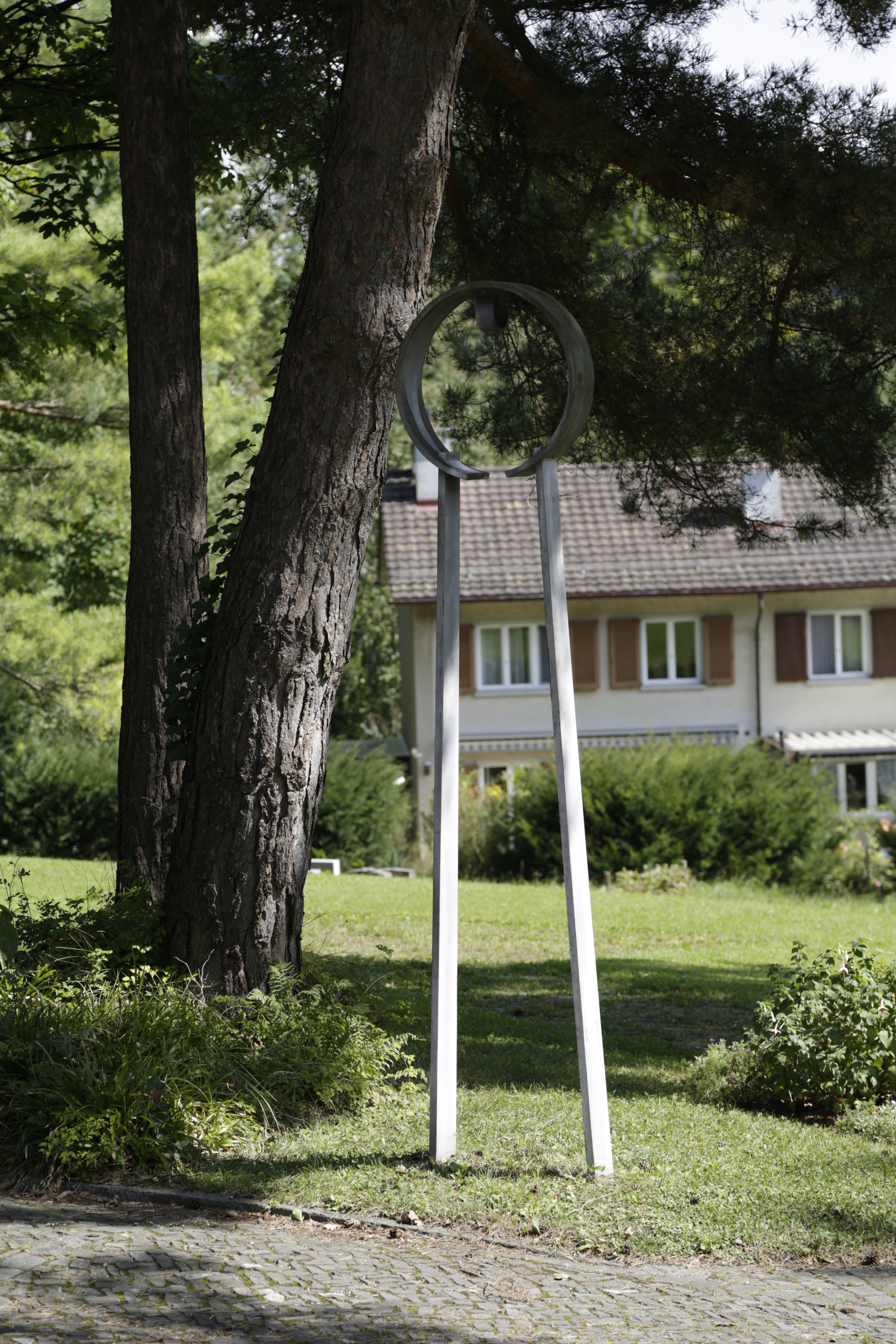
Glockenträger neben der Friedhofskapelle (ohne Glocke)

Der Friedhof Leimbach ist ein Friedhof im Süden der Stadt Zürich. Er liegt am Siedlungsrand des Quartiers Leimbach. Er wurde 1972 eröffnet und ist damit der jüngste Friedhof der Stadt Zürich.

## Geschichte
Der neue Friedhof von Leimbach aus dem Jahr 1972 ersetzt seinen Vorgänger, der seit 1883 bestand und heute noch als quadratische Rasenfläche, die von einer Thujahecke eingefasst wird, an der Zwirnerstrasse zu erkennen ist. Da in Leimbach nach dem Zweiten Weltkrieg ein Bauboom einsetzte, musste der zu klein gewordene Friedhof an einem anderen Standort fortgeführt werden. 1946 begannen erste Vorstudien, welche jedoch erst in den 1960er Jahren konkretisiert wurden. 1965–1966 projektierte Architekt Robert Barro die Hochbauten. Nach der Volksabstimmung für den Friedhof 1968 wurde der Friedhof zwischen 1969 und 1972 realisiert. Architekt war Erwin Rentschler, die Bauleitung des Friedhofs lag bei Henry Perrin.

## Areal und Bauten
Der Friedhof Leimbach liegt an der Stotzstrasse und bildet den Abschluss einer Tal-Berg-Achse, die vom Bahnhof Leimbach über die katholische Kirche Maria-Hilf und der reformierten Kirche Leimbach bis zum Friedhof führt. Die für Zürcher Verhältnisse kleine Friedhofsanlage umfasst 17407 m² und wird von einer geometrisch angelegten Serpentine erschlossen. Diese führt vom Eingang über das Friedhofsgebäude mit Abdankungskapelle, Aufbahrungsraum und Büro zum am Waldrand angesiedelten oberen Teil der Anlage. Die Bepflanzung des Geländes orientiert sich am nahen Waldrand und erweckt den Eindruck eines naturnahen Geländes.

## Besonderheit
Neben dem Friedhof Hönggerberg ist der Friedhof Leimbach der einzige der Stadt Zürich, dem im benachbarten Waldgebiet ein Areal für die Aschenbeisetzung zugeordnet ist.